# Vladimír Mitrovský
Vladimír Mitrovský, též Wladimir von Mittrowsky, plným jménem Vladimír I. hrabě Mitrovský z Mitrovic a Nemyšle (17. června 1814 Brno – 6. dubna 1899 Sokolnice), byl rakouský šlechtic z rodu Mitrovských a politik z Moravy, v 60. letech 19. století poslanec Říšské rady.

## Biografie
Pocházel z rodu Mitrovských z Mitrovic a Nemyšle. Soukromě vystudoval s výborným prospěchem nižší gymnázium v Brně, vyšší gymnázium absolvoval v Litomyšli. Privátní vysokoškolská studia prodělal pod vedením JUDr. Rudolpha Otta. Závěrečné zkoušky složil v červnu 1832 na Císařsko-královské Františkově univerzitě v Olomouci. Po studiích nastoupil do služby v rakouské armádě. Zde postupně dosáhl hodnosti majora. Od roku 1833 do roku 1842 sloužil jako důstojník u kyrysníků. Do armády se vrátil roku 1848 a během revolučního dění se účastníl tažení císařské armády do povstaleckého Uherska. Z armády odešel v roce 1850 v hodnosti majora. Patřily mu alodiální statky Pernštejn, Dolní Rožínka a Sokolnice a také Szarvas v Uhersku. V době svého působení v parlamentu se uvádí jako major a hrabě Wladimir Mittrowsky.
Byl veřejně činný. Dlouhodobě zastával post protektora moravsko-slezského ústavu slepců, zasedal v kuratoriu Moravského průmyslového muzea, působil ve funkci viceprezidenta moravsko-slezského lesnického spolku a prezidenta báňsko-historické sekce moravské zemědělské společnosti. Byl členem Vlasteneckého pomocného spolku paní od červeného kříže pro Moravu. Měl titul c. k. komořího a od roku 1868 tajného rady. Roku 1854 získal Řád železné koruny, roku 1881 Řád Františka Josefa. Byl dvakrát ženatý. Rodinný majetek po něm převzal syn Vladimír II. Mitrovský.
Od roku 1848 do roku 1849 zasedal také jako poslanec Moravského zemského sněmu. Nastoupil sem po zemských volbách roku 1848 za kurii virilistů a velkostatků. Na mandát rezignoval v prosinci 1848 kvůli svému nástupu do armády.
Počátkem 60. let se opět zapojil do politiky. V zemských volbách v roce 1861 byl zvolen na Moravský zemský sněm za kurii velkostatkářskou, II. sbor. Mandát obhájil v zemských volbách v lednu 1867 i zemských volbách v březnu 1867. Uspěl rovněž v zemských volbách v roce 1870 a prvních zemských volbách roku 1871. Na sněmu reprezentoval Stranu středního velkostatku a byl jejím předákem.
Působil také coby poslanec Říšské rady (celostátního parlamentu Rakouského císařství), kam ho delegoval Moravský zemský sněm roku 1861 (Říšská rada tehdy ještě byla volena nepřímo, coby sbor delegátů zemských sněmů). Na mandát v Říšské radě rezignoval v září 1862.
Od roku 1867 až do své smrti roku 1899 zasedal v Panské sněmovně (nevolená horní komora Říšské rady). Byl sem povolán 1. dubna 1867 jako doživotní člen této parlamentní komory. I v Panské sněmovně zastupoval Stranu středního velkostatku, která se snažila o středovou pozici mezi centralistickou a provídeňskou Stranou ústavověrného velkostatku a federalistickou a pročeskou Stranou konzervativního velkostatku.
Zemřel v dubnu 1899 na svém statku Sokolnice. Pohřben byl do rodinné hrobky v Doubravníku.

## Manželství a potomci
Byl dvakrát ženat. Poprvé vstoupil do svazku manželského 9. října 1844 s Antonií Josefou Ditrichštejnovou z Pruskova (1821–1847). Měli spolu dva syny.
- 1. František Alfons (30. 9. 1845 – 2. 5. 1875 Nečtiny), svobodný a bezdětný[12]
- 2. Arnošt Vladimír (12. 4. 1847 – 14. 10. 1875 Sokolnice), svobodný a bezdětný[13]

Po smrti první manželky se 11. května 1850 oženil s o osmnáct let mladší hraběnkou Julií Salis-Zizers (1932–1895). Během let se jim narodil jediný syn a pět dcer.
- 1. Tereza (30. 3. 1851 – 4. 6. 1874 Brno), svobodná a bezdětná[15]
- 2. Josefa (29. 11. 1852 Brno – 9. 10. 1885 Vídeň), manž. 1877 hrabě Hubert Harnoncourt-Unverzagt (1. 5. 1850 Praha – 11. 9. 1920 Štýrský Hradec)[16][17]
- 3. Emma (7. 12. 1854 – 23. 10. 1873 Dolní Rožínka), svobodná a bezdětná[18]
- 4. Vladimír (24. 7. 1864 Sokolnice – 21. 1. 1930 Baden), I. manž. 1885 Alžběta Salm-Reifferscheidt-Raitz (10. 12. 1867 Vídeň – 19. 1. 1888 Blansko), II. manž. 1895 Marie Pia Baworowska (2. 7. 1869 Vídeň – 9. 2. 1930 Sokolnice)[19][20][21]
- 5. Marie (6. 1. 1867 Brno – 24. 2. 1917 Vídeň), manž. 1899 hrabě Markus Bombelles (18. 10. 1858 Marčan – 8. 9. 1912 tamtéž)[22][23]
- 6. Juliana (23. 10. 1871 Sokolnice – 29. 2. 1936 Štýrský Hradec), manž. 1889 Hubert Harnoncourt-Unverzagt (vdovec po její starší sestře Josefě)[24]